# Ana Cristina (telenovela)
Ana Cristina es una telenovela peruana producida por Rodolfo Hoppe y emitida por la cadena de televisión peruana ATV.
Está protagonizada por Segundo Cernadas y Karina Jordán, con las participaciones antagónicas de Lourdes Berninzon y Carolina Cano, y con las actuaciones estelares de Mariela Alcalá, Javier Valdés y Teddy Guzmán. Esta telenovela es la primera en realizarse en Alta Definición en el Perú.

## Argumento
Soledad Pinto (Karina Jordán), una humilde campesina, queda embarazada de Anselmo Benavides (Rodrigo Sánchez Patiño); pero él desconoce de esto y se casa con Victoria Aragón (Alessandra Denegri), heredera de una gran empresa hotelera. Soledad se convierte en madre soltera y da a luz a Ana Cristina, quien es criada por su tía Rosa (Cristina Urueta), la hermana mayor de Soledad, ya que ella decide viajar a Estados Unidos para trabajar. Anselmo y Victoria tienen dos hijas: Gimena y María Julia "Maju". Victoria y su madre Regina (Sonia Oquendo), planean asesinar a Soledad y a su hija para que dejé de ser un estorbo en su matrimonio. Una noche, Rosa junto a su comadre y el bebé de ella escuchan las noticias y se enteran de que Soledad "muere" en la frontera; luego, repentinamente, incendian la casita en donde estaban. Rosa logra salvar a la pequeña Ana Cristina, pero su comadre y el bebé de ésta mueren. Victoria y su madre gozan al creer que tanto Soledad como Ana Cristina están muertas, mientras Anselmo siente mucha tristeza al recordar a Soledad.
Veinte años después, Ana Cristina (Karina Jordán) se ha convertido en una muchacha bella y alegre que vive con su tía Rosa (Teddy Guzmán), quien ahora se llama Blanca, creyendo que ésta es su madre, junto al Padre Clemente (Américo Zúñiga) y varios niños en la Casa Hogar. Un día, conoce a Gonzalo (Segundo Cernadas), quien posee una lujosa vida y es amado por Ximena Benavides (Carolina Cano), sin embargo, él se enamora de Ana Cristina, y ella de él; esto provoca la envidia de Gimena. Anselmo (Javier Valdés), al conocer a Ana Cristina, decide ayudarla con buenos sentimientos en todo lo que pueda ya que ella le hace recordar a Soledad; entonces la lleva a vivir a su casa. Ahí conocerá a los sirvientes James (José Luis Ruiz), Pepa (Karla Medina/Pamela Mármol) y Benita (María Carbajal) que serán sus amigos, pero también conocerá enemigos como el chofer Lucho (Joaquín de Orbegoso) y la inestable Maju (Gisela Ponce de León). Pero, sobre todo, la llegada de Ana Cristina desatará el odio y la furia de Victoria (Lourdes Berninzon), quien no descansará hasta destruirla. Soledad (Mariela Alcalá), ahora convertida en una mujer rica y llamada Eva Stuart, regresa al Perú con Claudio (Fabrizio Aguilar), luego de haber vivido un pasado tormentoso en el extranjero, para buscar a su hija y a su hermana y cumplir con su venganza.

## Reparto

### Principales
- Segundo Cernadas como Gonzalo de Ribera Martinelli y como Óscar de Ribera (Joven)
- Karina Jordán como Ana Cristina Benavides Pinto / Ana Cristina Román y como Soledad Pinto (Joven)
- Mariela Alcalá como Soledad Pinto / Eva Stewart
- Lourdes Berninzon como Victoria Aragón de Benavides
- Javier Valdés como Anselmo Benavides
- Teddy Guzmán como Rosa Pinto / Blanca Román
- Carolina Cano como Ximena Benavides Aragón
- Julián Legaspi como Andrés «Andrew» Gamio
- Fabrizio Aguilar como Claudio Veramendi
- Gisela Ponce de León como María Julia «Maju» Benavides Aragón
- Rebeca Escribens como Lorena Marshall
- Michael Finseth como Sergio «Sergis»
- Joaquín de Orbegoso como Luis «Lucho»
- Attilia Boschetti como Isabel «Chabela» Martinelli Vda. de De Ribera
- Sandra Bernasconi como Juana Uberlinda Clotilde «Cucuchi» Malpica del Pozo
- Antonio Arrué como Don Tito
- Christian Domínguez como Jhonatan Reyes
- José Luis Ruiz como Jaime Faustino «James»
- Américo Zúñiga como Padre Clemente Samanéz
- Jorge Guzmán como David Mendiola
- Karla Medina como Josefa «Pepa» (#1)
- María Carbajal como Benita Minas
- Liliana Trujillo como Antonia «Toña»
- Sonia Oquendo como Regina Vda. de Aragón

### Recurrentes e invitados especiales
- Milene Vásquez como Paloma Ugarte
- Gonzalo Revoredo como Eduardo Linares
- Pamela Mármol como Josefa «Pepa» (#2)
- Rodrigo Sánchez Patiño como Anselmo Benavides (Joven)
- Cristina Urueta como Rosa Pinto (Joven)
- Alessandra Denegri como Victoria Aragón (Joven)
- George Forsyth
- Paco Bazán como Estríper / Gigolo
- Maju Mantilla
- Brando Gallesi
- Mathias Brivio como Él mismo
- Diego Dibós
- Jaime Cuadra como Él mismo
- Nancy Cavagnari como Tota

## Banda sonora
- «Ella es» – Jean Paul Strauss
- «Nadie te ha querido como yo» – Gisela Ponce de León
- «Volver a empezar» – Gisela Ponce de León
- «Perdóname» – Nicole Pillman
- «Entregarnos al amor» – Jessica Sarango
- «Yo quiero más» – Teddy Guzmán
- «El tiempo» – Jessica Sarango
- «Como las mariposas» – Pedro Suárez-Vértiz
- «Qué rico lomo» – La Fabri-K
- «Amada mía» – Christian Domínguez
- «La última lágrima» – Mariela Alcalá
- «Acostumbrado» – Pepe Alva
- «Yo no soy» – Pepe Alva
- «Si no estás tú» – Jean Paul Strauss
- «No sé» – Jean Paul Strauss

## Versiones
- Ana Cristina está basada en la telenovela puertorriqueña Cristina Bazán que es protagonizada por Johanna Rosaly y José Luis Rodríguez "El Puma" en el año 1978.

## Premios y nominaciones
| Año  | Premio                       | Categoría              | Nominación a | Resultado | Ref.  |
| ---- | ---------------------------- | ---------------------- | ------------ | --------- | ----- |
| 2011 | Premios Luces de El Comercio | Mejor producción local | Ana Cristina | Nominado  | [ 5 ] |

## Retransmisión
Del 4 de mayo de 2024 al 5 de enero de 2025, la telenovela se retransmitió en el canal Global TV los sábados y domingos de 6 a 8 p. m. Sin embargo vuelve a transmitirse en el mismo horarió desde el 11 de enero del mismo año y a partir del 1 de febrero cambia de horario de 12 a 2 pm